# Assaré (ort)
Assaré är en ort i Brasilien.   Den ligger i kommunen Assaré och delstaten Ceará, i den östra delen av landet, 1 300 kilometer nordost om huvudstaden Brasília. Assaré ligger 446 meter över havet och antalet invånare är 11 369.
Terrängen runt Assaré är huvudsakligen kuperad, men den allra närmaste omgivningen är platt. Runt Assaré är det ganska glesbefolkat, med 21 invånare per kvadratkilometer.. Det finns inga andra samhällen i närheten.
Omgivningarna runt Assaré är huvudsakligen savann.